# Paolo Collaviti
Paolo Collaviti (né le 2 février 1978  à Lyss) est un gardien de but de football suisse.

## Carrière
Né le 2 février 1978  à Lyss, Paolo Collaviti joue avec le SV Lyss avant de devenir le gardien remplaçant du BSC Young Boys en 1998. En avril 2000, après avoir subi une blessure au genou l’ayant écarté huit mois des terrains, il est prêté par le club bernois au FC Lucerne, où il supplée les blessures de Patrick Foletti et de Guido Schnarwiler.
En 2004, à la suite de l’arrivée de Patrick Bettoni, Collaviti devient surnuméraire avec Young Boys et change de club, en signant avec le Servette FC. En février 2005, il quitte le club servettien pour s’engager avec le FC Lucerne, avant de rejoindre le FC Concordia Bâle au terme de la saison 2004-2005,. Il rejoint ensuite Yverdon, avant de revenir à Young Boys où, devenu la doublure de Marco Wölfli, il met un terme à sa carrière de joueur pour devenir responsable des gardiens du mouvement junior du club bernois.